# Rapido Moderna
Rapido Moderna is een stripalbum dat voor het eerst is uitgegeven in oktober 2002 met Blutch als schrijver en tekenaar. Deze uitgave werd uitgegeven door Dupuis in de collectie vrije vlucht.